# Paradysderina chingaza
Espèce
Paradysderina chingaza est une espèce d'araignées aranéomorphes de la famille des Oonopidae.

## Distribution
Cette espèce est endémique du département de Meta en Colombie. Elle se rencontre dans le parc national naturel de Chingaza vers 2 990 m d'altitude dans la cordillère Orientale.

## Description
Le mâle holotype mesure 1,93 mm.

## Étymologie
Cette espèce est nommée en référence au lieu de sa découverte, le parc national naturel de Chingaza.

## Publication originale
- Platnick & Dupérré, 2011 : The Andean goblin spiders of the new genera Paradysderina and Semidysderina (Araneae, Oonopidae). Bulletin of the American Museum of Natural History, no 364, p. 1-121 (texte intégral).